# Jólasveinarnir

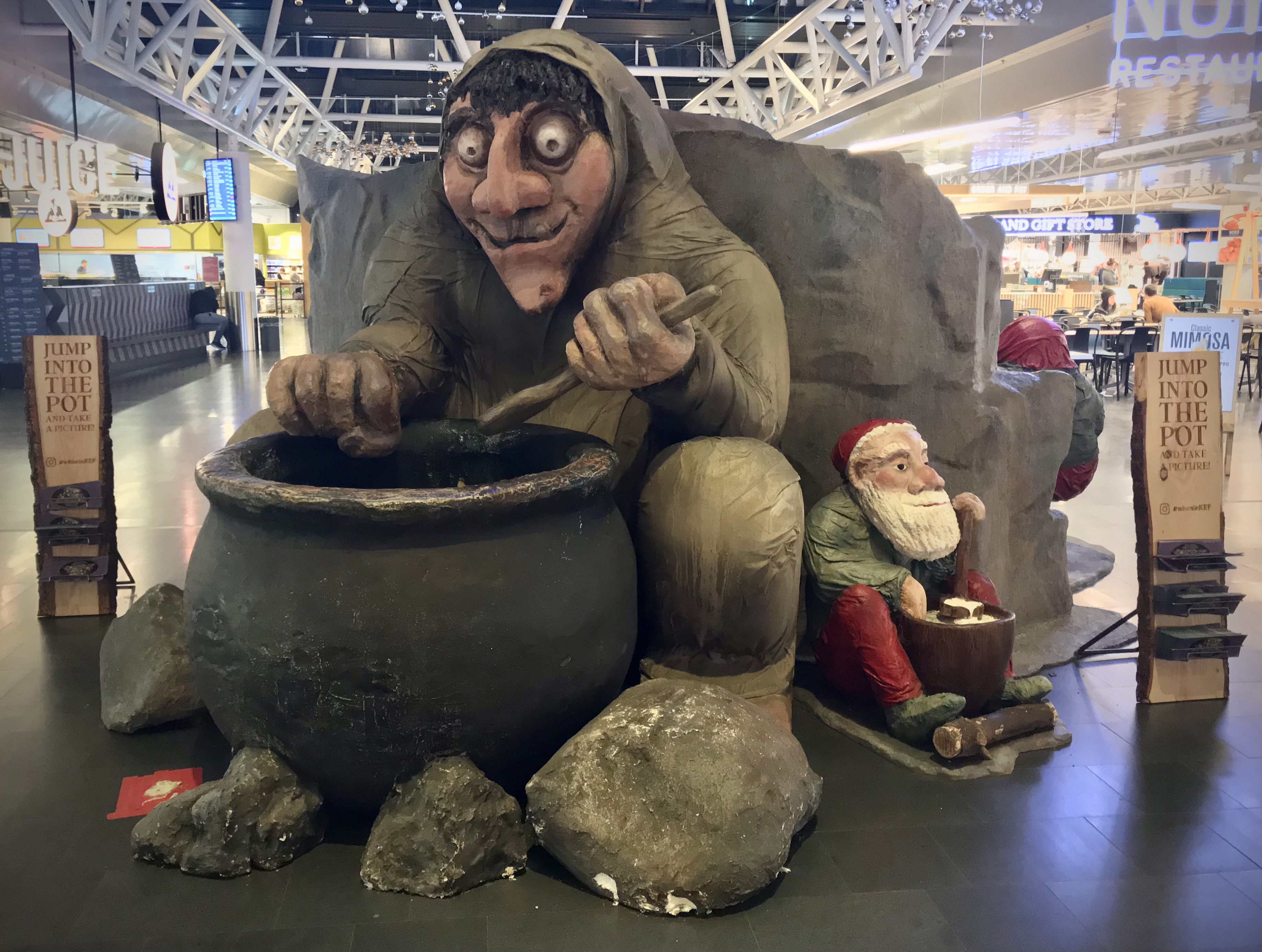
Uma representação de Grýla e de um dos Yule Lads no Aeroporto Internacional de Keflavík.

Os Jólasveinarnir (pronúncia em islandês: [ˈjouːlaˌsveiːna(r)tnɪr̥]; lit. "os rapazes do Natal") são personagens e monstros do folclore islandês que supostamente vivem nas montanhas e vêm para a cidade durante a época de Natal. As histórias foram criadas para crianças e são utilizadas para encorajar bom comportamento. O folclore inclui criaturas travessas que deixam presentes durante a noite e monstros que devoram crianças desobedientes.
As figuras são descritas como vivendo juntas como uma família em uma caverna e incluem:
- Grýla, uma gigante que devora crianças travessas, que ela cozinha em um caldeirão;
- seu marido Leppalúði, que é preguiçoso e fica na caverna durante a maior parte do tempo;
- Jólakötturinn, um gato gigante e perverso que espreita pelo interior do país durante o Yule e devora pessoas que não receberam roupas como presentes antes da véspera de Natal;
- e os Yule Lads, filhos de Grýla e Leppalúði, um grupo de treze trolls travessos que roubam ou incomodam a população e têm nomes que descrevem sua forma favorita de perturbação. Eles vêm para a cidade um por um durante as últimas treze noites anteriores ao Yule. Eles deixam pequenos presentes em sapatos que as crianças põem na janela. Se a criança tiver sido desobediente, todavia, eles deixam uma batata podre em seu lugar.

Essas histórias natalinas apareceram pela primeira vez por volta do século XVII e variavam de acordo com a região e a idade. Mais recentemente, esses personagens adotaram papéis mais benevolentes em geral.

## Origens
Os Yule Lads foram mencionados pela primeira vez no poema Grýlukvæð do século XVII. Grýla havia aparecido em histórias anteriores como uma trol, mas nunca ligada ao Natal. Ela é descrita como um ser horrendo e mãe dos gigantes Yule Lads, um perigo para crianças. No início, a qualtidade e descrição dos Yule Lads variava de acordo com o local, com cada criatura variando entre um mero brincalhão e um monstro assassino que devora crianças. Eles eram utilizados para encorajar bom comportamento, de forma similar ao bicho-papão. O rei Cristiano VI da Dinamarca era contra o uso dessas histórias como ferramenta disciplinar.
No fim do século XVIII, um poema mencionou treze deles. Durante o século XIX, o autor Jón Árnason, inspirado nos irmãos Grimm, começou a colecionar histórias do folclore. Sua coleção de 1862 foi a primeira a mencionar os nomes dos Yule Lads. Em 1932, o poema Yule Lads foi publicado como parte do popular livro de poesia Jólin koma, do islandês Jóhannes úr Kötlum. O poema se popularizou e estabeleceu definitivamente os agora considerados treze Yule Lads canônicos, seus nomes e suas personalidades.

## Grýla e Leppalúði
Grýla (pronúncia em islandês: [ˈkriːla]) era originalmente descrita como sendo uma gigante na compilação de mitologia nórdica do século XIII, Edda em prosa. Todavia, nenhuma relação com o Natal seria mencionada até o século XVII. Ela é enorme e sua aparência, repulsiva.
Os poemas mais antigos sobre Grýla descreviam-na como uma pedinte parasita. Ela andava pelas ruas pedindo que pais dessem a ela suas crianças desobedientes. Seus planos podiam ser impedidos dando-a comida ou afugentando-a. Ela vivia originalmente em uma pequena cabana, mas mais tarde teria sido expulsa da cidade e assentado em uma caverna remota.
Atualmente, Grýla consegue detectar crianças desobedientes durante todo o ano. Ela vem das montanhas durante a época de Natal para procurar por sua próxima refeição. Deixando sua caverna, ela caça crianças e as leva até sua casa em seu saco gigante. Seu prato favorito é um ensopado de crianças levadas, pelas quais ela tem um apetite insaciável. De acordo com as lendas, nunca falta comida para Grýla.
Segundo o folclore, Grýla já se casou três vezes. Seu terceiro marido, Leppalúði (pronúncia em islandês: [ˈlehpaˌluːðɪ]), supostamente vive com ela em sua caverna nos campos de lava de Dimmuborgir, junto de seu gato gigante Jólakötturinn e de seus filhos. Leppalúði é preguiçoso e fica na caverna durante a maior parte do tempo. Grýla supostamente teve dezenas de filhos com seus maridos anteriores, mas eles são raramente mencionados atualmente.

## Jólakötturinn
Jólakötturinn (pronúncia em islandês: [ˈjouːlaˌkʰœhtʏrɪn]) é um gato gigante e perverso que supostamente espreita pelo interior nevado da Islândia durante o Yule e devorando pessoas que não receberam roupas como presente até a véspera de Natal. Ele é o animal de estimação de Grýla, Leppalúði e seus filhos.
Apesar de ser tratado como uma tradição anciã, as descrições escritas de Jólakötturinn mais antigas já encontradas foram escritas em meados do século XIX. A ameaça de ser devorado por Jólakötturinn era usada por fazendeiros como incentivo para que seus trabalhadores finalizassem o processamento da lã de outuno antes do Natal. Aqueles que ajudavam com o trabalho eram recompensados com novas roupas; por outro lado, aqueles que não faziam nada não eram recompensados e, consequentemente, seriam devorados pelo gato monstruoso. O gato já foi alternativamente descrito como apenas comendo a comida daqueles sem roupas novas durante os banquetes natalinos. A percepção de Jólakötturinn como uma besta devoradora de humanos foi parcialmente popularizada por poemas de Jóhannes úr Kötlum, bem como o resto dos personagens do folclore.

## Yule Lads
Os Yule Lads (em islandês, Jólasveinarnir; IPA: [ˈjouːlaˌsveiːna(r)tnɪr̥]), às vezes chamados de Yuletide-lads ou Yulemen, são os filhos de Grýla e Leppalúði. Eles são um grupo de treze trolls travessos que roubam ou incomodam a população. Todos eles têm nomes descritivos que geralmente comunicam sua forma favorita de causar perturbação. Um por um, eles chegam nas treze últimas noites anteriores ao Natal. Eles deixam pequenos presentes em sapatos que crianças devem deixar nas janelas mas, caso uma criança tenha sido desobediente, eles deixam uma batata podre em seu lugar.
Atualmente, os Yule Lads também foram representados em papéis mais benevolentes, comparáveis ao Papai Noel e a outras figuras semelhantes. Eles são geralmente representados usando vestes islandesas medievas, mas são às vezes mostrados com as roupas tradicionalmente ligadas ao Papai Noel, especialmente em eventos para crianças.

### Lista deYule Lads
Os Yule Lads chegam na cidade durante as treze noites anteriores ao dia de Natal, começando em 12 de dezembro. Depois disso, começando em 25 de dezembro, eles vão embora um por um na mesma ordem em que chegaram; sendo assim, cada um deles fica por treze dias. Abaixo estão por treze Yule Lads canônicos na ordem em que chegam (e vão embora):
| Nome          | Nome            | Descrição                                                                   | Chegada        | Partida        |
| Original      | Tradução        | Descrição                                                                   | Chegada        | Partida        |
| ------------- | --------------- | --------------------------------------------------------------------------- | -------------- | -------------- |
| Stekkjarstaur | Sheep-Cote Clod | Perturba ovelhas, mas é atrapalhado por suas pernas de pau.                 | 12 de dezembro | 25 de dezembro |
| Giljagaur     | Gully Gawk      | Se esconde em voçorocas e rouba leite de estábulos.                         | 13 de dezembro | 26 de dezembro |
| Stúfur        | Stubby          | Abnormalmente baixo; rouba panelas e come as crostas que sobram nelas.      | 14 de dezembro | 27 de dezembro |
| Þvörusleikir  | Spoon-Licker    | Rouba e lambe colheres de pau; é muito magro graças a desnutrição.          | 15 de dezembro | 28 de dezembro |
| Pottaskefill  | Pot-Scraper     | Rouba restos que sobram em potes.                                           | 16 de dezembro | 29 de dezembro |
| Askasleikir   | Bowl-Licker     | Se esconde embaixo de camas e rouba askurs (um tipo de pote com tampa).     | 17 de dezembro | 30 de dezembro |
| Hurðaskellir  | Door-Slammer    | Gosta de fechar portas com força, especialmente à noite.                    | 18 de dezembro | 31 de dezembro |
| Skyrgámur     | Skyr-Gobbler    | Tem uma grande afinidade por skyr (um produto parecido com iogurte).        | 19 de dezembro | 1 de janeiro   |
| Bjúgnakrækir  | Sausage-Swiper  | Se esconde em caibros e rouba salsichas que estão sendo defumadas.          | 20 de dezembro | 2 de janeiro   |
| Gluggagægir   | Window-Peeper   | Um bisbilhoteiro que olha pelas janelas procurando algo para roubar.        | 21 de dezembro | 3 de janeiro   |
| Gáttaþefur    | Doorway-Sniffer | Tem um nariz muito grande para cheirar e localizar laufabrauð.              | 22 de dezembro | 4 de janeiro   |
| Ketkrókur     | Meat-Hook       | Usa um gancho para roubar carne.                                            | 23 de dezembro | 5 de janeiro   |
| Kertasníkir   | Candle-Stealer  | Segue crianças para roubar suas velas (que eram feitas de sebo comestível). | 24 de dezembro | 6 de janeiro   |

### Yule Ladsnão canônicos
Antes dos treze Yule Lads canônicos se tornarem os mais conhecidos, suas descrições variavam dependendo da locação. Alguns eram filhos de Grýla, enquanto outros eram seus irmãos. Algumas histórias descreviam apenas nove Yule Lads, mas cada um tinha sua própria travessura característica. A maioria dos diferentes Yule Lads podem ser classificados em grupos: os que roubam comida, os que pregam peças ou perturbam, e aqueles que parecem ser ilusões da natureza (como Giljagaur, por exemplo, que se esconde em voçorocas).
No leste da Islândia, há uma lenda do folclore sobre um grupo específico de Yule Lads que não vinham das montanhas, mas do oceano. Um poema menciona duas criaturas travessas femininas do Natal que roubam gordura derretida estufando seus narizes ou pondo-a em meias.